# Zaragoza (Nueva Ecija)
Zaragoza ist eine philippinische Stadtgemeinde in der Provinz Nueva Ecija. Sie hat 49.387 Einwohner (Zensus 1. August 2015).

## Baranggays
Zaragoza ist politisch unterteilt in 19 Baranggays.
| - Batitang - Carmen - Concepcoion - Del Pilar - General Luna - H. Romero - Macarse - Manaul - Mayamot - Pantoc | - San Vicente (Pob.) - San Isidro - San Rafael - Santa Cruz - Santa Lucia Old - Santa Lucia Young - Santo Rosario Old - Santo Rosario Young - Valeriana |

## Persönlichkeiten
- Michel Turner, amerikanisch-philippinischer Sänger und Songwriter